# Luteolin
Luteolin gehört wie viele andere gelbe Pflanzenfarbstoffe zur Familie der Flavone.

## Vorkommen

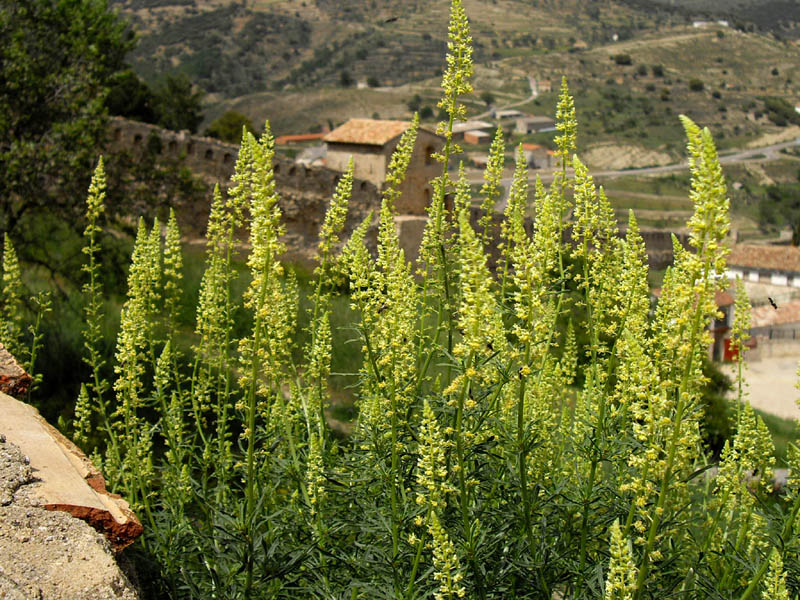
Färber-Wau (Reseda luteola) enthält Luteolin sowohl als Aglycon als auch als Glycosid.

Luteolin kommt in der Resedapflanze, im Färber-Ginster, in der Petersilie sowie in Artischockenblättern vor.  Es findet sich auch in Navelorangen, Karotten, Sellerie, Olivenöl, grünem Pfeffer, Kamille, Pfefferminze, Perilla, Thymian, Rosmarin und Oregano.

## Eigenschaften
In reiner Form bildet Luteolin gelbe, glänzende Kristalle. Es ist schlecht wasserlöslich.

## Wirkungen und Nebenwirkungen
Luteolin wirkt schlaffördernd aufgrund seiner Eigenschaft als Agonist an Adenosinrezeptoren der Typen A1 und A2A. Daneben besitzt Luteolin die seltene Eigenschaft, den plasmalemmalen Transport von Monoaminen zu erhöhen.
Luteolin wirkt wie andere Flavonoide im Tierversuch antioxidativ, entzündungshemmend und immunmodulatorisch. Es hemmt Interleukin-6 (IL-6-Hemmer) und Phosphodiesterase 4 (PDE4-Hemmer). Ferner werden ihm positive Auswirkungen auf den Kohlenhydratstoffwechsel und eine antikarzinogene Wirkung zugeschrieben, die jedoch beim Menschen noch nicht wissenschaftlich erprobt sind.
Untersuchungen zeigten, dass es ähnlich dem Allopurinol die Xanthinoxidase hemmt und somit Hyperurikämie und daraus folgender Gicht entgegenwirken kann.
Die Nebenwirkungen, zu denen es kommen kann, betreffen in der Regel den Verdauungstrakt. Es kommt vor allem zu Übelkeit und Erbrechen.